# Лека атлетика на летните олимпийски игри 2012 - 400 метра мъже
Дисциплината 400 метра при мъжете е част от програмата на леката атлетика на летните олимпийски игри през 2012 г.. Провежда се на 4, 5 и 6 август 2012 г.
Печели състезателят на Гренада Кирани Джеймс, който е и действащ световен шампион, с време 43,94 секунди пред Лугелин Сантос от Доминиканската република (44,46) и Лалонде Гордън от Тринидад и Тобаго (44,52). Това е първи златен медал за Гренада от олимпийски игри. Джеймс е първият състезател, който не е от САЩ, който успява да пробяга дистанцията за по-малко от 44 секунди. За първи път от Олимпиадата в Москва през 1980 г., когато САЩ не участва поради бойкот, състезанието е спечелено от състезател, който не е от САЩ и за първи път от Атина 1896 (с изключение на Москва 1980) във финала не участва състезател на САЩ. 
В тази дисциплина участва Оскар Писториус, който става първият лекоатлет с ампутирани крака, който участва на олимпийски игри. Писториус се състезава със специални протези от карбон. Той успява да прескочи сериите и да се класира за полуфинала, където отпада. 

## Класиране
| място | състезател       | държава                | време | бележки |
| ----- | ---------------- | ---------------------- | ----- | ------- |
| 01    | Кирани Джеймс    | Гренада                | 43,94 | НР      |
| 02    | Лугелин Сантос   | Доминиканска република | 44,46 |         |
| 03    | Лалонде Гордън   | Тринидад и Тобаго      | 44,52 |         |
| 4     | Крис Браун       | Бахамски острови       | 44,79 |         |
| 5     | Кевин Борлее     | Белгия                 | 44,81 |         |
| 6     | Джонатън Борлее  | Белгия                 | 44,83 |         |
| 7     | Деметриус Пиндер | Бахамски острови       | 44,98 |         |
| 8     | Стивън Соломон   | Австралия              | 45,14 |         |

НР – национален рекорд